# 마이클 허친스
마이클 허친스(Michael Hutchence, 1960년 1월 22일 ~ 1997년 11월 22일)는 오스트레일리아의 가수이다. 록 밴드 INXS의 보컬리스트로 1980년대부터 90년대에 세계적으로 활약하고 있었지만, 시드니의 리츠칼튼 호텔에서 목을 맨 상태에서 사망한 것이 발견되었다.